# Manhattan (Kansas)
Manhattan – miasto (city), ośrodek administracyjny hrabstwa Riley, częściowo leżące także w hrabstwie Pottawatomie, w północno-wschodniej części stanu Kansas, w Stanach Zjednoczonych. Miasto położone jest nad ujściem rzeki Big Blue do rzeki Kansas. W 2013 roku liczyło 56 143 mieszkańców. 
Miasto założone zostało w 1857 roku, dwa lata po przybyciu pierwszych osadników. W mieście swoją siedzibę mają uczelnie Kansas State University oraz Manhattan Christian College.